# Sawi (huyện)
Sawi (tiếng Thái: สวี) là một huyện (‘‘amphoe’’) ở phía trung của tỉnh Chumphon, phía nam Thái Lan.

## Địa lý
Các huyện giáp ranh (từ phía nam theo chiều kim đồng hồ) là Thung Tako, Lang Suan của tỉnh Chumphon, La-un, Kra Buri của tỉnh Ranong và Mueang Chumphon của tỉnh Chumphon. Phía đông là vịnh Thái Lan.

## Hành chính
Huyện này được chia thành 11 phó huyện (tambon), các đơn vị này lại được chia thành 114 làng (muban). Na Pho là một thị trấn (thesaban tambon) which nằm trên một phần của  tambon cùng tên. Ngoài ra có 10 Tổ chức hành chính tambon (TAO).
| \| Số TT \| Tên \| Tên tiếng Thái \| Số làng \| Dân số \| \| \| ----- \| ---------- \| -------------- \| ------- \| ------ \| \| \| 1. \| Na Pho \| นาโพธิ์ \| 8 \| 7.943 \| \| \| 2. \| Sawi \| สวี \| 4 \| 2.654 \| \| \| 3. \| Thung Raya \| ทุ่งระยะ \| 11 \| 6.590 \| \| \| 4. \| Tha Hin \| ท่าหิน \| 10 \| 4.557 \| \| \| 5. \| Pak Phraek \| ปากแพรก \| 6 \| 1.538 \| \| \| 6. \| Dan Sawi \| ด่านสวี \| 11 \| 5.306 \| \| \| 7. \| Khron \| ครน \| 14 \| 9.090 \| \| \| 8. \| Wisai Tai \| วิสัยใต้ \| 10 \| 5.225 \| \| \| 9. \| Na Sak \| นาสัก \| 17 \| 12.503 \| \| \| 10. \| Khao Thalu \| เขาทะลุ \| 11 \| 7.009 \| \| \| 11. \| Khao Khai \| เขาค่าย \| 12 \| 6.925 \| \| | Map of Amphoe |                |         |        |  |
| Số TT | Tên           | Tên tiếng Thái | Số làng | Dân số |  |
| 1. | Na Pho        | นาโพธิ์          | 8       | 7.943  |  |
| 2. | Sawi          | สวี             | 4       | 2.654  |  |
| 3. | Thung Raya    | ทุ่งระยะ         | 11      | 6.590  |  |
| 4. | Tha Hin       | ท่าหิน           | 10      | 4.557  |  |
| 5. | Pak Phraek    | ปากแพรก        | 6       | 1.538  |  |
| 6. | Dan Sawi      | ด่านสวี          | 11      | 5.306  |  |
| 7. | Khron         | ครน            | 14      | 9.090  |  |
| 8. | Wisai Tai     | วิสัยใต้          | 10      | 5.225  |  |
| 9. | Na Sak        | นาสัก           | 17      | 12.503 |  |
| 10. | Khao Thalu    | เขาทะลุ         | 11      | 7.009  |  |
| 11. | Khao Khai     | เขาค่าย         | 12      | 6.925  |  |